# Чанјол
Парк Чанјол (кореј.박찬열; рођен 27. новембра 1992. године), познатији као Чанјол, је јужнокорејски репер, певач, текстописац, глумац и модел. Он је члан кинеско-јужнокорејске музичке групе ЕXO, њене подгрупе ЕXO-К (за корејско тржиште) и подсастава EXO-SC. Ван активности са својом групом, Чанјол је такође глумио у јужнокорејским серијама и филмовима као што су ”So I Married an Anti-fan ”(2016) и ”Secret Queen Makers” (2018).

## Детињство и младост
Парк Чанјол је рођен 27. новембра 1992. године у Сеулу, Јужна Кореја. Похађао је средњу школу Hyundai High School у Сеулу. Има старију сестру Парк Јору, која је бивша водитељка јужнокорејских телевизијских станица YTN. Чанјол је похађао приватну школу глуме када је имао шеснаест година и тамо је упознао P.O., члана јужнокорејске групе под називом Block B, са којим је и данас близак пријатељ. Након што је гледао School of Rock у основној школи, Чанјол је постао заинтересован за музику и убрзо је и сам почео да свира бубњеве. Хтео је да постане певач након што је послушао песму Unconditional Kismet од Ју Јангџина.
Као своје највеће узоре, навео је Џејсона Мраза и Еминема, а поред њих волео је и рок бендове Мјуз, Грин Деј, Нирвана и Икс-Јапан. Чанјол је почео да се припрема за своју музичку каријеру у СМ Ентертејнменту након што је освојио друго место на Smart Model Contest 2008. године. Пре него што је дебитовао појавио се у споту група TVXQ и Girls' Generation.
Чанјол је похађао Kyung Hee Cyber University са члановима групе EXO, Сухоом и Бeкјаном. Пре служења војног рока дипломирао је на Inha University. Отпочео је служење обавезног војног рока као државни службеник 29. марта 2021. године. Службу у војсци завршио је 28. септембра 2022.

## Каријера

### 2012-2014ː Почеци каријере
Чанјол је представљен као последњи члан групе EXO 23. јануара 2012. године. Група је званично дебитовала 8. априла 2012. са песмом ”Mamа”. Чанјол се нашао у споредној улози у  споту подгрупе Грлс Џенерејшн-ТТС за њихову прву песму под називом "Twinkle". У октобру 2013. Чанјол се придружио СБС-овом ријалити програму под називом ”Law of the Jungle”. 2015. године, придружио се поново ријалити програму и снимио саундтрек под називом "Last Hunter".
2014. године, Чанјол је учествовао у писању текста корејске верзије песме "Run" која се нашла на другом EXO-овом албуму ”Overdose”. Такође се нашао на другој плочи Хенрија, члана јужнокорејске групе Супер Џуниор и дебитантској плочи Жу Мија, такође члана поменуте К-поп групе. У мају 2014. Чанјол је постао стални члан поставке прве сезоне ријалити програма ”Roommate”, али је напустио шоу у септембру исте године због групних обавеза.

### 2015-данасː Глума, кантауторство и EXO-SC
У априлу 2015. Чанјол је дебитовао на биоскопском платну споредном улогом у јужнокорејском филму ”Salut d'Amour”. Исте године, играо је и главну мушку улогу у веб-драми ”Exo Next Door”, са глумицом Мун Га-јонг и осталим члановима групе EXO. У јуну 2015. Чанјол је заједно са Ченом и Лејем учествовао на писању корејске верзије песме "Promise" која се нашла на делукс верзији EXO-овог другог студијског албума под називом ”Love Me Right”. Касније исте године учествовао је и у писању реп дела песме "Lightsaber", снимљене за потребе холивудског блокбастера ”Ратови звездаː Буђење силе”, која се касније нашла на EXO-овом зимском албуму ”Sing for You”.
У априлу 2016. Чанјол је снимио реп део за песму "Confession" К-поп извођача Хесунга, члана групе Супер Џуниор, која се нашла на његовом дебитантском албуму. У мају 2016. Чанјол је учествовао у писању текста за песму "Heaven", са EXO-овог трећег студијског албума ”Ex'Act”. У јуну 2016. Чанјол је глумио у јужнокорејско-кинеском филму ”So I Married an Anti-fan”, са кинеском глумицом Јуан Шаншан и јужнокорејском глумицом и певачицом Со Хјун. Са Јуан Шаншан снимио је дует "I Hate You" који је коришћен као музичка тема за филм. У октобру 2016. године, Чанјол је сарађивао са америчком РнБ певачицом Тинаше, америчком хип-хоп групом Фар Ист Мувмент и америчким извођачем електронске музике Маршмелоуом на песми "Freal Luv". У децембру 2016. Чанјол је са јужнокорејском певачицом Панч снимио саундтрек "Stay With Me" за ТВ драму ”Guardian: The Lonely and Great God”. Песма је доспела на треће место корејске топ листе Gaon Digital Chart и дуго времена држала рекорд за најслушанији саундтрек за К-драму на музичким платформама. Песма је до сада продата у преко 2.500.000 примерака.
У јануару 2017. Чанјол је играо споредну улогу у МБЦ-јевој драми ”Missing 9”. У фебруару 2017, Чанјол је регистровао у Корејској музичкој асоцијацији аутора (Korea Music Copyright Association) под псеудонимом "LOEY". Такође у фебруару, Чанјол је сарађивао са јужнокорејским извођачем Џунгигом на дуету "Let Me Love You". 
У мају 2018. најављено је да ће Чанјол играти споредну улогу у ТВ серији ”Memories of the Alhambra”. 14. септембра 2018. Чанјол је са чланом групе EXO Сехуном снимио заједничку песму под називом "We Young", за потребе музичког пројекта ”SM Station X 0” СМ Ентертејнмента.
25. априла 2019. године Чанјол је издао своју прву соло песму под називом "SSFW" за музички пројекат ”SM Station” СМ Ентерјенмента. 28. јуна потврђено је да ће Чанјол и Сехун постати чланови реп подгрупе групе EXO, под називом EXO-SC. EXO-SC. је друга подгрупа групе EXO и први дуо. Свој први мини-албум, под називом ”What a Life” подгрупа је издала 22. јула 2019. године. Албум је доспео на прво место корејске топ листе Gaon Album Chart, освојио је главну награду Диск Бонсанг на ”Golden Disc Awards” 2020. године и продат у више од 400.000 примерака.
23. јуна 2020. најављено је да ће подгрупа је издати свој први студијски албум под називом ”1 Billion Views” 13. јула исте године. Албум је дебитовао на првом песму корејске топ листе Gaon Album Chart и десетом месту јапанске топ листе Oricon Album Chart. Албум је забележио продају од преко 500.000 примерака чиме је постао најпродаванији албум К-поп подгрупе свих времена, оборивши рекорд који је EXO-SC држао својим првим мини-албумом (”What a Life”, 2019). Тиме је EXO-SC постала најуспешнија и најпродаванија К-поп подгрупа свих времена, са преко милион продатих албума. 
2021. године, Чанјол је играо главну улогу у џубокс музичком филму ”The Box”, за чије потребе је снимио лајв албум са обрадама популарних песама светских звезда као што су Колдплеј, Били Ајлиш и Фарел Вилијамс. Филм је добио позитивне критике, посебно када су Чанјолова глума и певање у питању. Филм је дебитовао на првом месту на корејским благајнама у првом дану, док је саундтрек продат у преко 60.000 примерака.

## Амбасадорство
21. фебруара 2019. Чанјол је постао интернационални амбасадор луксузног бренда парфема ”Acqua Di Parma”. Нашао се на насловној страни мартовског издања W часописа са најпродаванијим парфемом бренда. 2020. године, Чанјол је постао амбасадор бренда корејске козметике ”Nacific”. 17. септембра 2020. Чанјол је постао и корејски амбасадор луксузног модног бренда Прада. 19. августа 2023. Чанјол је постао први интернационални амбасадор филипинског бренда козметике ”Ever Bilena”.